# 勿来郵便局
勿来郵便局（なこそゆうびんきょく）は福島県いわき市にある郵便局である。民営化前の分類では集配特定郵便局であった（現在は集配機能を廃止）。

## 概要
住所：〒979-0141 福島県いわき市勿来町窪田町通3-87

## 沿革
- 1877年（明治10年）8月1日 - 窪田（くぼた）郵便局（五等）として開設[1]。
- 1882年（明治15年）4月18日 - 為替・貯金取扱を開始[1]。
- 1882年（明治15年）11月 - 廃止[1]。
- 1883年（明治16年） - 再設置[1]。
- 1906年（明治39年）1月1日 - 勿来郵便局に改称[1]。
- 1966年（昭和41年）2月1日 - 再び窪田郵便局に改称。
- 1966年（昭和41年）11月21日 - 再び勿来郵便局に改称[2]。
- 2007年（平成19年）10月1日 - 民営化に伴い、併設された郵便事業いわき支店勿来集配センターに一部業務を移管。
- 2012年（平成24年）10月1日 - 日本郵便株式会社発足に伴い、郵便事業いわき支店勿来集配センターを勿来郵便局に統合。
- 2025年（令和7年）3月3日 - 植田郵便局に集配業務を移管。

## 取扱内容
- 郵便、印紙、ゆうパック、内容証明
- 貯金、為替、振替、振込、国債
- 生命保険、バイク自賠責保険
- ゆうちょ銀行ATM

## 周辺
- いわき市立勿来第一小学校
- いわき市立勿来第一中学校
- 福島県立勿来高等学校

## アクセス
- JR常磐線 勿来駅から徒歩約30分
- 常磐自動車道 いわき勿来ICから南東へ約3km
- 駐車場あり：1台